# 蒙古國華人
蒙古国华人，主要有三種來源：具有蒙古国公民身份的汉人、具有中国公民身份的在蒙古国临时居民以及具有中国公民身份的蒙古國永久居民。1956年蒙古国人口普查統計显示，华裔佔人口的1.9％。据美國政府估計，华人人口占1987年蒙古国人口的2％，即約4万人。而2000年的人口普查顯示，中国血統的永久居民有1323人。這個數字不包括入籍公民，臨時居民和非法移民。來自中國的非法移民估計有10,000人；其中一些人在20世紀90年代以蒙古國作為跳板進入俄羅斯。

## 历史

### 唐代
在後突厥汗國和回紇汗國時代，漢人作為俘虜和工匠被帶到漠北生活。白八里据记载有中国工匠和商人的存在。

### 遼代
在遼代，有一些漢人進入漠北生活，在契丹古城遗址有其生活遗迹。

### 元代
蒙古國在元代屬嶺北行省轄區，一部分漢人和色目人被送到益蘭州和謙謙州進行屯田。

### 明代
明代中後期，因為政府長期拖欠軍餉和普通百姓受重稅壓榨，一些漢族進入漠南蒙古一帶生活。他們年輕時接受了蒙古文化並與蒙古婦女結婚，但當年老時，會再次回來和漢族人生活。一名漢族軍官李淮逃到蒙古和明朝對抗。
同時明軍也有不少蒙古人，是元順帝逃回漠北時留下的部眾。

### 清代

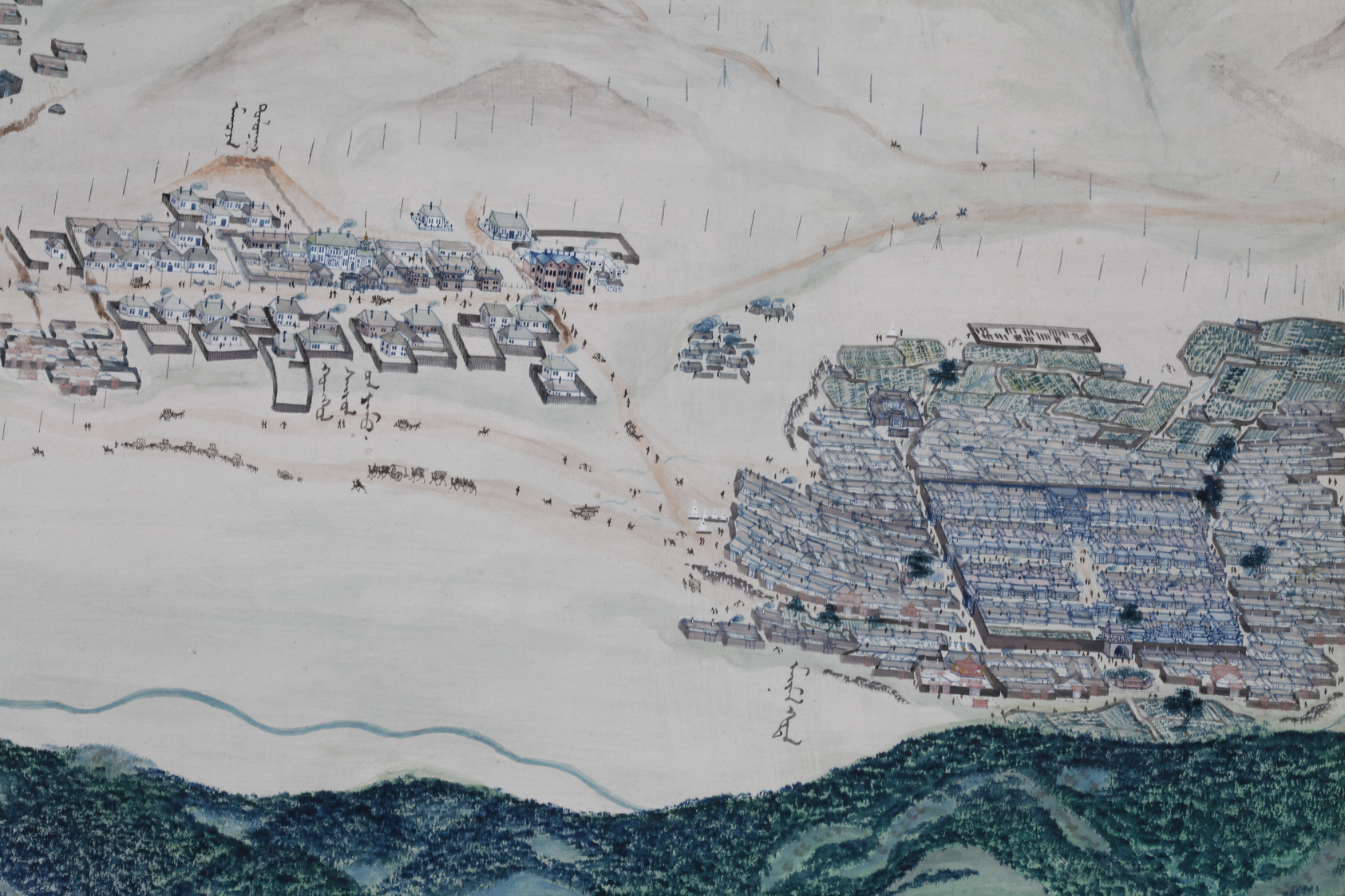
清代库伦的买卖城

在清代，滿人為防蒙漢聯手反清，實行分而治之的“蒙禁”政策，對漢人進入蒙古盟旗地區設置了较多限制。而且外蒙古大部分領土不適合農業，只有少數地方可以種植。
1721年後，為對準噶爾汗國開戰，1725年一些漢人被遷到鄂爾渾河，土拉河流域屯田，而在1762年在科布多地區也成立屯田點，但在戰爭結束後多數人返回内地，只有少數漢族作為商人留下。
儘管有這些限制，漢族的商號仍不斷滲透到蒙古各地，主要集中在庫倫，烏里雅蘇台，科布多和恰克圖。他們的貿易和放債做法導致蒙古盟旗貴族和普通百姓的不斷增加負債，早在1756年，青袞雜卜起義中漢族的商號就成為公眾不滿的對象。19世紀70年代蔓延到蒙古的同治陝甘回變中，科布多和烏里雅蘇台的一些漢族商號被毀。許多漢族商人只是季節性住在蒙古或賺夠錢後回到內地。另有一些人娶了蒙古妻子（即使清代法律不允许）。
1906年，清朝開始實施旨在實邊抵抗俄國南下的新政，但這些政策從未取得充分成效。1911年，估計有10000名漢人生活在外蒙古。

### 1911年後

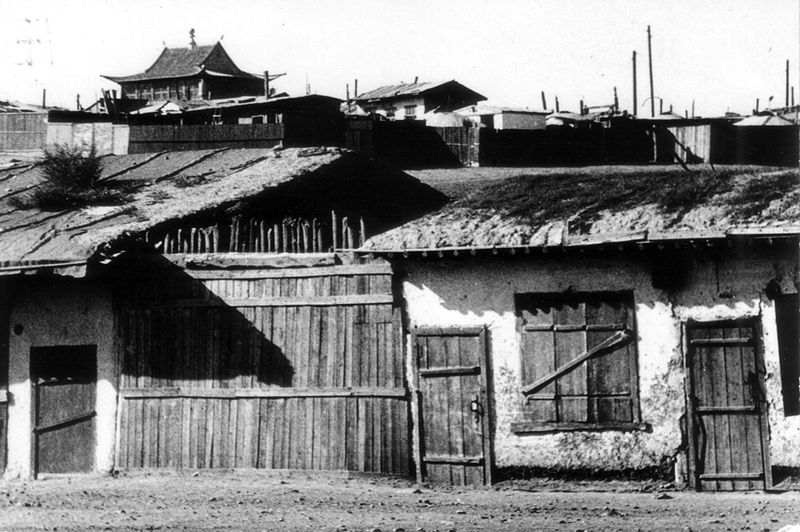
1972年甘丹寺附近拍摄的汉式建筑

博克多格根宣布蒙古獨立後，許多汉族人成為暴行的受害者，特別是在科布多，然而，1912年之後漢商仍然能繼續他們的活動，包括收集債務。但1921年蒙古人民革命黨成立共產政權，象征着漢商在蒙古貿易的消失。不斷增加的商業障礙和於1928年關閉邊界导致漢族商號入口貨品出售业务的結束。
20世紀50年代中華人民共和國與蒙古建交後，推動很多發展援助項目，許多中国人作为援建的工人進入蒙古。在1955年到1961年，汉族人口已經達到20000人。然而60年代初中蘇分裂，蒙古站在蘇聯一方之後，中國撤出了大部分工人。同時，蒙古很多親中政治家和學者也成為政治大清洗的受害者。據報導，20世紀80年代初，烏蘭巴托有一個小漢人社群，并發行了華文報紙。然而在1983年，蒙古開始系統性驅逐剩餘的7000名中國合同工人。但已歸化成為蒙古公民的則不受影響。由於汉族人在蒙古的存在與政治地位上的敏感，蒙古新聞通常避免提及國內汉族人。
20世紀90年代蒙古民主化後，又一波中國移民進入該國。許多移民在建築行業工作。然而其他的營運中小型企業。對中國移民的負面情緒依然存在；汉族人被視為蒙古的安全和文化認同的潛在威脅。然而，並非所有來自中國的新移民都是汉族人，也有人是中國蒙古族。

## 语言
十幾年來，华人間使用的漢語，主要以普通話为主，在正式場合中人们主要以普通話溝通，由于蒙古国華人多原籍河北、山西及內蒙等地，所以有时也说晋语、冀鲁官话、东北官话等原居省区的汉语方言。因为有華文學校的存在，在烏蘭巴托，大部份華人都曾在華僑子弟學校（或稱旅蒙華僑友誼學校）接受漢語教育，一般來說能正常使用汉語。
蒙語方面，从少年至中年的一輩，他們在聽、講方面沒問題，在閱讀及書寫蒙古文則顯得不太流暢，至於对老一輩華僑來說，蒙語就顯得陌生了。

## 媒体
该国的国家通讯社蒙古通讯社提供中文新闻服务。
此外，蒙通社主办了蒙古消息报，为该国唯一的中文报纸，创刊于1929年。